# Străbuni (Stargate)
Străbunii au creat o civilizație care este cunoscută pentru dezvoltata sa tehnologie.
Originari din Galaxia Ori, Străbunii au constituit rasa cea mai avansată vreodată cunoscută, în afară de ar fi constructorii de "Astria Porta", cunoscute în prezent ca Porți Stelare. Numele lor original este necunoscut, iar numele cu care sunt cunoscuți sunt acelea pe care alte rase le au atribuit. Ori de exemplu, i-au numit Alterani (din latinescul Alter, Alterno), probabil pentru că se refereau la ei ca la "Ceilalți". Pe de altă parte Străbun este numele dat de rasele care au folosit rețeaua de Porți Stelare. Unicul nume cunoscut (cu ajutorul Holobibliotecii din Atlantis pe care l-au folosit Străbunii pentru a se referii la ei înșiși este Lantiani sau Atlantiani, cu toate că nu se știe sigur dacă acesta este numele rasei lor sau numele gentilic la care răspund fiind locuitori ai orașului Atlantis (sau Atlantida).
Istoria
Alteranii și Ori
Acum milioane de ani, (probabil) prima evoluție de umani, a fost o rasă care a învățat lungul drum evolutiv către ascensiune. Simultan cu apogeul rasei lor, civilizația Străbunilor a suferit o schismă care a derivat într-o sciziune. Pe de o parte, Ori care credeau fervent că nivelul lor de dezvoltare se datora religiei, iar de cealaltă parte Străbunii care atribuiau această dezvoltare avânturilor în știință și erau apărătorii tehnologiei și investigației. De asemenea acesta este timpul în care Ori îi numesc pe Străbuni "Alterani". Sciziunea acestei rase a însemnat de asemenea și o încercare de atac între ambele facțiuni, nefiind clar care grup a atacat primul. În loc să lupte, Străbunii au hotărât să părăsească galaxia, căutând o nouă casă.
După mult timp, probabil mii de ani, Străbunii au descoperit Calea Lactee unde au construit un Imperiu impresionant. Se pare că s-au stabilit de asemenea și pe Pământ pe care l-au numit Terra. Străbunii au construit Astria Porta (Porți Stelare) și le-au luat cu ei pe multe planete pe care probabil le-au colonizat. Rolul exact al planetei Pământ în imperiul lor rămâne încă necunoscut, chiar dacă, probabil era una din lumile lor cele mai importante, posibil capitala lor, sau de asemenea unul dintre teritoriile lor mai vechi. Alte planete importante colonizate au fost Proclarush Taonas, Dakara, Taoth Vaclarush și Valos Cor (ultimele două cunoscute cu numele de Castianna și Sahal de către oameni, posterior).
Străbunii au fost atinși de o teribilă boală care a exterminat majoritatea civilizației lor. Mai târziu s-a descoperit că această boală era similară celei folosite de către Priorii Ori împotriva celor "necredincioși" ceea ce a dus la a crede că Ori înainte de a fi ajuns la ascensiune ar putea fi responsabil de această boală. Se pare că Străbunii au încercat să trimită în trecut un grup de oameni de știință folosind un Stargate pentru a evita sau a ajuta la vindecarea acestei boli, fără îndoială doar au reușit să genereze o buclă temporală. Străbunii care au rămas în Calea Lactee ori au ajuns la ascensiune ori au murit. Fără îndoială, conform Anubis, Străbunii au încercat să recreeze viața în Calea Lactee după această boală folosind Superarma din Dakara. Actuala evoluție a umanității pe Pământ poate avea drept cauză acest lucru.
Galaxia Pegas
Acum mai multe milioane de ani, mai mulți Străbuni au plecat de pe Pământ în al lor oraș-navă spațială, Atlantis, care în acel moment se afla pe Pământ, pe continentul Antarctic. Cauza exactă a plecării este necunoscută, chiar dacă Doctor Daniel Jackson a speculat că ar fi putut pleca pentru a scăpa de boala care devasta civilizația lor. O Alterană cunoscută, numita după aceea Ayania de către investigatorii care au descoperit-o foarte bine conservată în Antarctica, a fost lăsată în urmă. Faptul că Ayiana a fost găsită infectată cu această boală când a fost decongelată pare să confirme speculațiile Doctorului Daniel Jackson.
După ce au ajuns în Galaxia Pegas, Străbunii s-au stabilit pe o planetă, pe care au denumit-o Lantia, numindu-se pe ei înșiși Lantiani începând de atunci (de multe ori Atlantiani după membrii expediției Atlantis). Galaxia Pegas era fără viață sensibilă și de aceea au populat-o cu oameni și Porți Stelare, protejând-o și locuind-o. Acești oameni care acum locuiesc în această galaxie au fost cei care i-au numit pe Lantieni cu numele de "Ancestrali". 
În timpul șederii în Galaxia Pegas, Lantianii au întâlnit un organism (aparent o insectă) similar cu sanguijuela pe care membrii expediției și în special, Dr. Carson Beckett au numit-o Insecta Iratus care avea capacități curative și imunologice imense. Se crede că acest organism a absorbit informația genetică a Străbunilor în timp ce se alimenta cu ei și au evoluat într-o nouă specie, Wraith(Espectros).